# Сим (река)
Сим (баш. МФА: Эҫемо файле) — река на Урале, протекает по территории двух субъектов РФ — Челябинской области и Республики Башкортостан. Правый приток реки Белой. Длина 239 километров. Площадь водосборного бассейна — 11700 км². Среднегодовой расход воды в устье — 145 м³/с.
Исток на северных склонах хребта Амшар. Населённые пункты: Сим, Миньяр, Аша, Улу-Теляк, Казаяк-Кутуш, Петровское, Кузнецовка, Серпиевка, Симский, Асканыш.
Притоки: Инзер, Миньяр, Аша, Лемеза, Ук. На берегу реки Сим находится Игнатьевская пещера.

## Происхождение названия

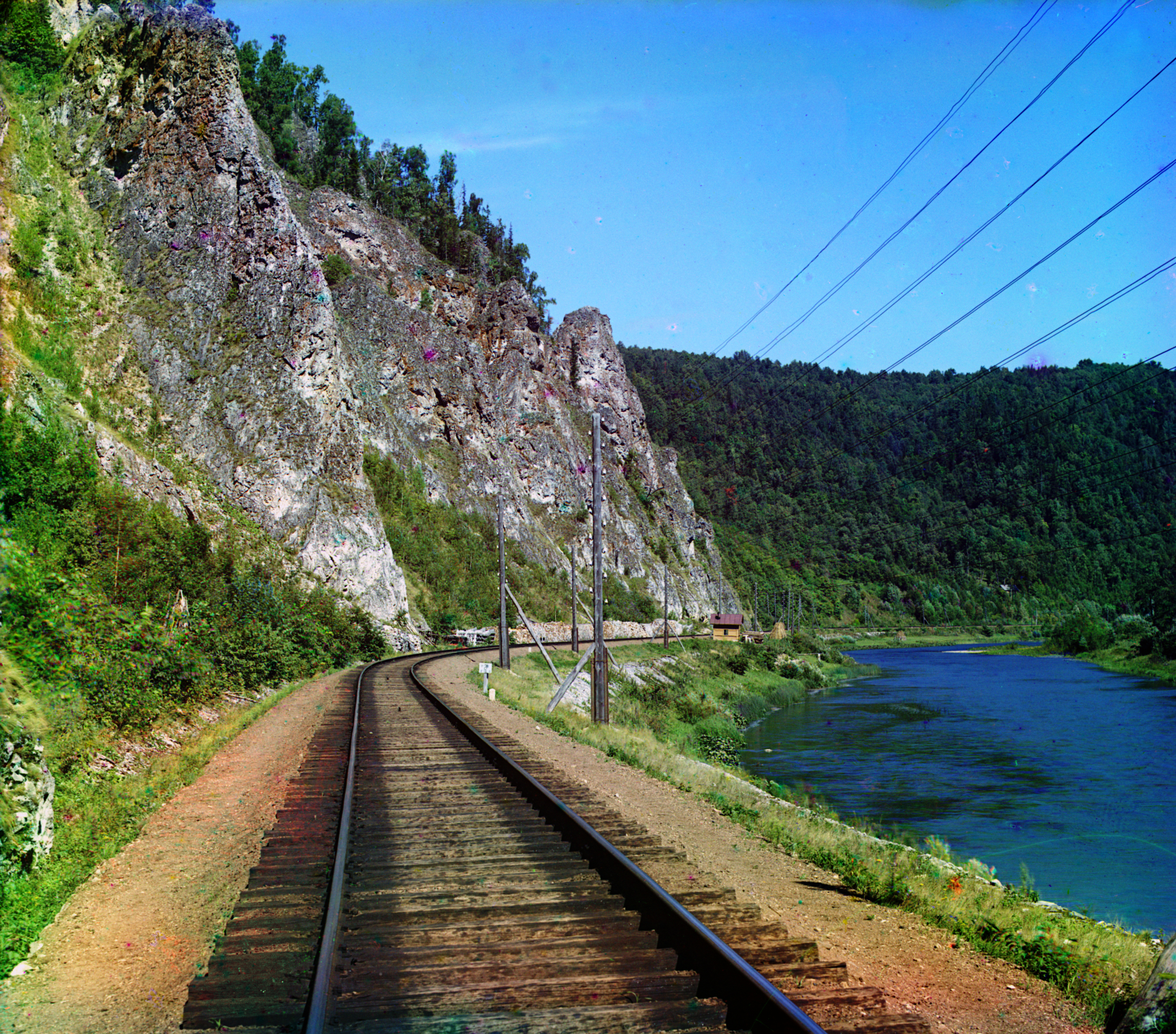
На реке Сим. Фото С. М. Прокудина-Горского, 1910

Единого толкования названия нет. В башкирском языке «сим» близок к диалектному слову «сюм» — глубокое место в реке, омут. Г. Вильданов сопоставлял топоним с башкирским «эсемлек» — напиток, питьё, впоследствии сократившееся в «эҫем». Р. Г. Кузеев относил название к финно-угорским языкам и объяснял его появление контактами башкир с предками современных чувашей волжскими булгарами. В этом случае «сим» также древний напиток. Существует версия, что название реки происходит от татарского слова «усем», что означает водорослевая.

## Описание

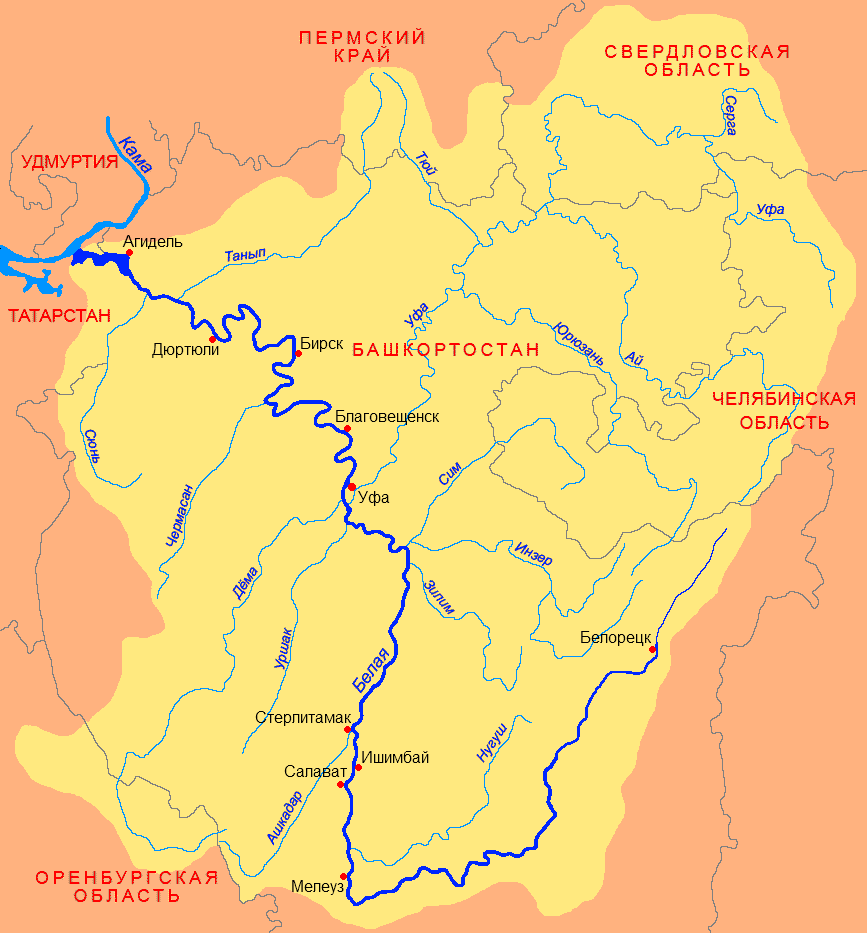
Бассейн Белой

Бассейн реки Сим можно разделить на две части: горную и равнинную. В верховьях от города Сима до города Аши река протекает среди горных хребтов, расположенных по обеим сторонам и покрытых смешанным лесом. Вдоль левого берега тянется хребет Аджигардак, вдоль правого берега — Воробьиные горы. Также река Сим течёт вдоль западного склона Уральских гор (Воробьиные). В городе Аше ландшафт меняется, русло поворачивает на юго-запад, покидая горные хребты. Ниже по течению по берегам растёт лес с густым подлеском, небольшие болота и старицы. В районе посёлка Казаяк-Хуснуллино расположены невысокие горы.
В нижнем течении берега Сима ровные и песчаные, течение быстрое.
В верховьях у города Сима сооружена плотина, образовавшая Симский пруд.

## Фауна

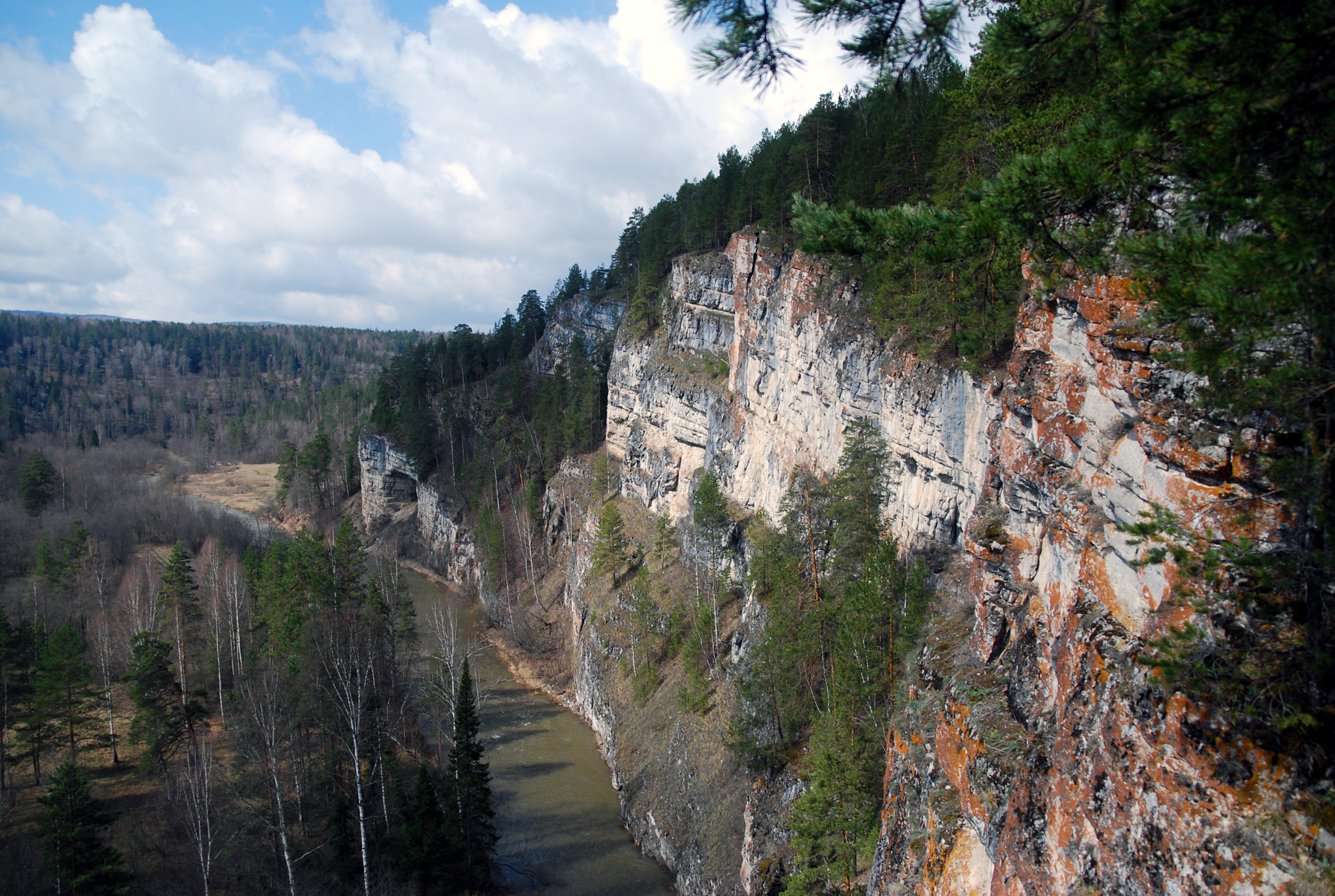
Сим возле входа в Игнатьевскую пещеру (Ямадыташ), где находится святилище эпохи палеолита

Из рыб распространены ёрш уклейка, окунь, щука, линь, налим, голавль, плотва, пескарь.
Из земноводных обычны остромордая лягушка, озёрная лягушка и серая жаба. Рептилии представлены обыкновенным ужом, живородящей ящерицей, прыткой ящерицей.
В пойме реки встречается около сотни видов птиц. Наиболее обычны серая цапля, перевозчик, черныш, кряква, чирок-трескунок, малый зуёк, белая трясогузка, жёлтая трясогузка, болотная камышевка, садовая камышевка, обыкновенная овсянка, рябинник, зяблик, щегол, обыкновенный канюк, чёрный коршун, оляпка, береговушка. На обрывистых участках реки гнездится редкий для региона зимородок. В городе Аше встречается также кулик-сорока, занесённый в Красную книгу Челябинской области.
Из млекопитающих на берегах встречаются азиатский бурундук, обыкновенная белка, полёвки, бурозубки, кроты, заяц-русак, ондатра, американская и европейская норки.

## Экологические проблемы
Предприятия городов Сим, Аша и Миньяр сбрасывают в реку более 25 000 000 м³ загрязнённых стоков. Большую проблему представляют свалки бытового мусора на берегах реки.

## Притоки (км от устья)
- 6 км: Инзер (длина — 307 км)
- 28 км: Курт
- 46 км: Гучунга
- 60 км: Буенда
- 72 км: Лемеза (длина — 119 км)
- 91 км: Теляк
- 103 км: Улу-Теляк
- 106 км: Симгаза
- 107 км: Ардегель
- 108 км: Аргауз
- 117 км: Ук
- 120 км: Аша (длина — 59 км)
- 124 км: Маньелга
- 137 км: Киселевский
- 150 км: Берда
- 160 км: Миньяр
- 162 км: Малоюз
- 167 км: Колослей
- 170 км: Ералка
- 186 км: Куряк
- 194 км: Танкал
- 202 км: Гамаза
- 220 км: Симбаш
- 225 км: Малый Сим